# Saminvest
Saminvest AB är ett svenskt helägt statligt riskkapitalföretag, som bildades 1 juli 2016 och som sorterar under Näringsdepartementet.
Saminvest är ett riskkapitalbolag som aktivt arbetar för etableringen av nya riskkapitalfonder och affärsängelprogram på den svenska marknaden. 
Saminvest bidrar till att stimulera utbudet av privat kapital i de delar av kapital-försörjningskedjan där privat kapital saknas i tillräcklig omfattning. Detta sker via investeringar i privat förvaltade fonder och affärsängelprogram, där Saminvest ofta agerar ankarinvesterare.  
Från januari 2017 lades Fouriertransform och Inlandsinnovation som dotterbolag till Saminvest AB. I Fouriertransform och Inlandsinnovation förvaltades de direktägda portföljbolagen från tidigare genomförda investeringar. Dessa är nu avvecklade. Kapitalet som frigjorts genom erhållna försäljningslikvider har överförts till fondverksamheten.